# Union patriotique libre
Pour les articles homonymes, voir Union patriotique.
L'Union patriotique libre (arabe : الاتحاد الوطني الحر) ou UPL est un parti politique tunisien fondé sous le nom d'Union patriotique libérale et temporairement fusionné en 2018-2019 avec Nidaa Tounes.

## Histoire
Fondé le 19 mai 2011 sous le nom d'Union patriotique libérale, il est établi après la révolution à l'initiative de l'homme d'affaires Slim Riahi. Il modifie peu après son nom en remplaçant le terme « libéral » par « libre » et devient l'Union patriotique libre.
Le président du parti, Slim Riahi, est revenu de Libye en janvier 2011 ; il y a fait fortune dans l'énergie et l'immobilier. Le programme du parti propose une société moderne et basée sur l'économie de marché, tout en rejetant l'islamisme.
L'UPL est principalement remarquée pour sa campagne électorale coûteuse. Le parti offre à ses électeurs potentiels des trajets en bus pour assister à ses meetings. Au contraire de la plupart des autres partis qui s'appuient sur le bénévolat, l'UPL paye ses candidats et ses équipes de campagne. Ceci lui vaut l'accusation d'« acheter » ses candidats et ses partisans. De plus, le mélange des intérêts économiques et politiques place le parti sous le feu des critiques.
L'UPL est également entrée en conflit avec l'Instance supérieure indépendante pour les élections car sa campagne s'est poursuivie entre les 12 et 30 septembre 2011 et ce malgré l'interdiction de la publicité qui avait été prononcée. Ahmed Kedidi, ancien membre du Parti socialiste destourien (clan de Mohamed Mzali), est nommé vice-président alors que Souheil Alouini est nommé secrétaire général. Le parti qui n'obtient qu'un seul siège à l'assemblée constituante arrive tout de même à constituer un groupe parlementaire en attirant onze membres élus sur les listes de la Pétition populaire pour la liberté, la justice et le développement, cinq adhérant au parti, les autres devenant de simples membres du groupe parlementaire. Toutefois, les nouveaux arrivants sont vite sollicités par Bahri Jelassi, président du Parti de l'ouverture et de la fidélité et quittent le parti ou le groupe, à l'exception de Hanène Sassi.
Le 7 mars 2013, le parti annonce sa fusion avec sept autres partis libéraux dont le Mouvement citoyenneté ; le parti conserve la même dénomination. Nabil Tlili, président du Mouvement citoyenneté, devient l'homme-clé du parti. Successivement, Kedidi et Alouini démissionnent ; le second est élu sur les listes de Nidaa Tounes aux élections législatives de 2014. C'est Mohsen Hassen qui hérite du poste de premier vice-président du parti alors que Maher Ben Dhia est désigné comme secrétaire général.
Le 14 octobre 2018, le parti fusionne avec Nidaa Tounes. Le parti annule sa fusion avec Nidaa Tounes le 19 mars 2019, puis un nouveau parti portant le même nom est enregistré le 20 juin.

## Performance électorale
| Année   | Voix    | %      | Rang | Sièges   | Gouvernements     |
| ------- | ------- | ------ | ---- | -------- | ----------------- |
| 2011 AC | 51 665  | 1,26 % | 12e  | 1 / 217  | Opposition        |
| 2014    | 137 110 | 4,02 % | 3e   | 16 / 217 | Essid (2015-2016) |

### Assemblée constituante de 2011
Malgré la campagne menée par le parti qui choisit le slogan Tawa (Maintenant) et qui envahit tous les supports de propagande en refusant la limitation des dépenses politiques assimilée à une manœuvre destinée à empêcher l’émergence de forces nouvelles, celui-ci qui présente 25 listes en Tunisie et deux à l'étranger, n'obtient qu'un seul siège dans la circonscription de Siliana, grâce au voisinage de la liste d'Ennahdha sur le bulletin du vote. Au total, il recueille 55 665 voix, soit 1,26 % des suffrages.

### Élections législatives de 2014
Le parti présente des listes dans la totalité des 33 circonscriptions. Il recueille 137 110 voix, arrivant en troisième position avec 4,02 % des suffrages, et obtient seize sièges :
- Mohsen Hassen (Tunis 1)
- Youssef Jouini (Ariana)
- Faouzia Ben Fodha (La Manouba)
- Taoufik Jomli  (Ben Arous)
- Ridha Zghondi (Zaghouan)
- Abdelkader Ben Dhifallah (Nabeul 2)
- Ali Bellakhoua (Bizerte)
- Dorra Yaâcoubi (Jendouba)
- Noureddine Ben Achour (Béja)
- Kamel Ben Brahim Heraghi (Le Kef)
- Noureddine Mrabti (Siliana)
- Tarek Fetiti (Kairouan)
- Mahmoud Kahri (Kasserine)
- Abderraouf Chebbi (Tozeur)
- Mohamed Lamine Kahloul (Gabès)
- Tahar Fedhil (Médenine)

Conscient de sa position et du fait que l'engouement des électeurs risque d'être éphémère, l'UPL courtise Nidaa Tounes pour former un gouvernement. Un haut responsable du parti déclare au journal Assabah : « Nous ne nous allierons pas à Ennahdha ; notre programme est en harmonie avec celui de Nidaa Tounes ».

### Élections présidentielles
| Année | Candidat   | Voix    | %    | Résultat |
| ----- | ---------- | ------- | ---- | -------- |
| 2014  | Slim Riahi | 181 407 | 5,55 | 5e       |